# Tzvi Herman Shapira
Pour les articles homonymes, voir Schapira.
Tzvi Herman Shapira (en hébreu  צבי הרמן שפירא), né le 4 août 1840 à Erswilken (actuelle Lituanie) et mort le 8 mai 1898 à Cologne, est un rabbin, un homme politique socialiste, un penseur du sionisme et un professeur de mathématiques à l'université de Heidelberg. C'est l'un des fondateurs de l'Université hébraïque de Jérusalem et un initiateur du Fonds national juif (Jewish National Fund), créé trois ans après sa mort en 1901, et des institutions modernes de dissociation du foncier et du bâti.

## Biographie

### Origines familiales et formation
Né en 1840 dans l'Empire russe,  Tzvi Shapira étudie les écritures saintes ainsi que les matières profanes. Il devient rabbin, dirige une école talmudique et enseigne les mathématiques. 
Il part ensuite pour Berlin où il est élève d'une école professionnelle commerciale et travaille ensuite à Odessa. 
Quelques années plus tard, il devient étudiant à l'université de Heidelberg où il obtient un doctorat en mathématiques vers 1880. Il enseigne ensuite les mathématiques à Heidelberg, d'abord comme Privat-docent, puis comme professeur assistant. 

### Implication dans le mouvement sioniste
Il adhère très tôt au mouvement des Amants de Sion, créé en 1881 par Léon Pinsker, médecin à Odessa.
Lors de la conférence de Katowice (1884), il lance l'idée d'un fonds social destiné à favoriser l'émigration des juifs en Palestine.  
Lors du premier congrès sioniste tenu à l'initiative de Theodor Herzl (1897), il propose de nouveau la création de ce fonds, qui sera créé lors du cinquième congrès sioniste en 1901 : le Fonds national juif (FNJ), en hébreu : Keren Kayemoth LeIsrael (« fonds pour la création d'Israël »). 
Avec Albert Einstein, Sigmund Freud, Chaïm Weizmann et Martin Buber, il est aussi l'un des initiateurs de la création de l'université hébraïque de Jérusalem.

### Mort et funérailles
En 1964, son corps est amené d'Allemagne à Jérusalem pour être inhumé dans le cimetière Har Hamenouhot. 
Le moshav Givat-Shapira rappelle son souvenir.